# Zespół Szkół Katolickich im. ks. Jana Długosza we Włocławku
Zespół Szkół Katolickich im. ks. Jana Długosza zaczął funkcjonować 1 września 2003 roku. Historia funkcjonowania placówki szkolnej im. ks Jana Długosza we Włocławku sięga jednak roku 1916, kiedy to ówczesny biskup włocławski, Stanisław Zdzitowiecki, otrzymał zezwolenie od okupacyjnych władz niemieckich na otwarcie szkoły w Pałacu Biskupim. Szkoła wyposażona jest w internat bezpośrednio dobudowany do budynku szkoły. Placówka jako jedna z dwóch szkół w Polsce wyposażona jest w najnowocześniejszy sprzęt dydaktyczny – w każdej sali lekcyjnej zamontowane są tablice interaktywne z dostępem do internetu. W szkole zamontowanych zostało 28 tablic o przekątnej 88 cali. Od 2001 roku w szkole funkcjonuje monitoring, który obejmuje prawie każdą salę lekcyjną, korytarze, szatnie i inne pomieszczenia szkolne. Uczniowie wraz z nauczycielami mają ujednolicone stroje (mundurki).

## Historia[3]

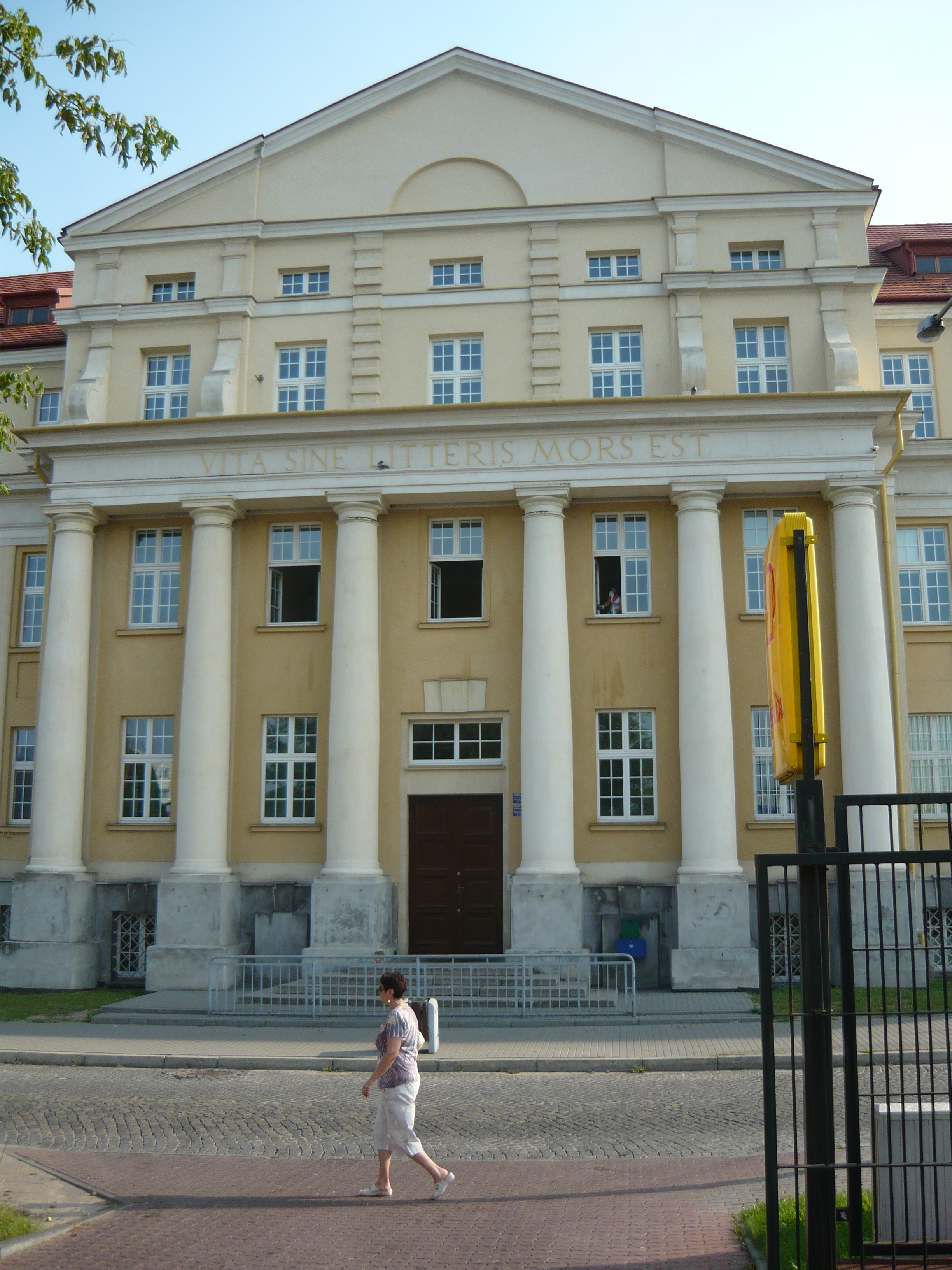
Główne wejście

Pierwsze informacje nt. szkoły im. ks. Jana Długosza we Włocławku pochodzą z 1916 roku, kiedy to biskup włocławski uruchomił w swoim pałacu szkołę. Szkoła w Pałacu funkcjonowała do 1920 roku, kiedy to bolszewicy spalili Pałac Biskupi. Nie oznaczało to zawieszenia funkcjonowania ówczesnego Gimnazjum im. ks. Jana Długosza. Szkoła została przeniesiona naprzeciw włocławskiej katedry, do budynku dawnej sufraganii biskupa pomocniczego diecezji włocławskiej, biskupa Feliksa Lewińskiego i funkcjonowała tam aż do 1926 roku.
W tym czasie, a dokładniej 29 września 1925 roku, biskup Stanisław Zdzitowiecki poświęcił kamień węgielny pod budowę nowego gmachu szkoły przy ulicy Łęgskiej 26, w którym nadal mieści się szkoła. Budynek wzniesiony został dzięki ofiarności całej Diecezji Włocławskiej. Jednak biskup Zdzitowiecki nie doczekał dnia poświęcenia nowego budynku szkoły, dokonał tego biskup Władysław Krynicki 7 października 1927 roku. Szkoła działała do 1939 roku. W tym czasie dokończono budowę sali gimnastycznej i internatu, które poświęcił biskup Karol Radoński 4 października 1934 roku.
II Wojna światowa spowodowała zawieszenie działalności szkoły. Niemieckie władze Włocławka (ówczesnego Leslau) zajęły budynek i przemianowały go na szpital wojskowy. Po zakończeniu wojny obiekt przejęła Armia Radziecka. Następowały wtedy częste zmiany właściciela budynku – na krótki czas zwrócono budynek Kościołowi, następnie na krótko szkołę zajęło wojsko ludowe, po czym ponownie oddano obiekt Diecezji Włocławskiej, która zaczęła prowadzić w tym gmachu Szkołę Podstawową, Gimnazjum i Liceum. Ostateczny kres działalności placówki podczas lat PRL dał rok 1949, kiedy komunistyczna władza zamknęła Szkołę im. ks. Jana Długosza. Część gmachu zajęła państwowa Szkoła powszechna, a część Niższe Seminarium Duchowne (1949–1961) i Wyższe Seminarium Duchowne (1954–1958). W 1961 roku władza ostatecznie przejęła cały obiekt na własność. W tym samym roku też w gmachu przy Łęgskiej otwarto Studium Nauczycielskie, a w 1965 roku gmach oddano na użytek Zespołu Szkół Mechanicznych. Od 1972 roku z obiektu korzystała również młodzież Zespołu Szkół Samochodowych.
Diecezja włocławska dopiero w 1989 roku odzyskała prawo własności do całego gmachu. Budynek został wydzierżawiony na użytek Zespołu Szkół Samochodowych do czasu budowy nowego obiektu dla tej szkoły. Cały budynek Władze Miasta Włocławek przekazały diecezji w 2001 roku. Diecezja od razu przystąpiła do reaktywacji działalności szkoły i 1 września 2001 roku funkcjonowało już Publiczne Gimnazjum im. ks. Jana Długosza, rok później (1 IX 2002) uruchomiono działalność Publicznego Liceum im. ks. Jana Długosza, a od 1 września 2003 roku funkcjonuje już Zespół Szkół Katolickich ks. Jana Długosza.
W 2000 roku biskup Bronisław Dembowski powołał Komisję ds. Gimnazjum i Liceum im. ks. Jana Długosza oraz mianował dyrektorem szkoły ks. dr. Jacka Kędzierskiego. Przewodniczącym komisji został biskup pomocniczy Roman Andrzejewski. Komisja utworzyła Fundację im. ks. Jana Długosza, której celem było wspieranie diecezji w przeprowadzeniu remontu i urządzaniu szkoły.
Od 2013 roku w Zespole Szkól Katolickich funkcjonuje również szkoła podstawowa.
Od 1 września 2016 roku w ramach ZSK działa publiczne przedszkole „Pod Aniołem Stróżem”, podobnie jak podstawówka ulokowane w budynku przy ul. Wojska Polskiego 2a.
W 2016 roku odbyło się uroczyste upamiętnienie 100-lecia szkoły.

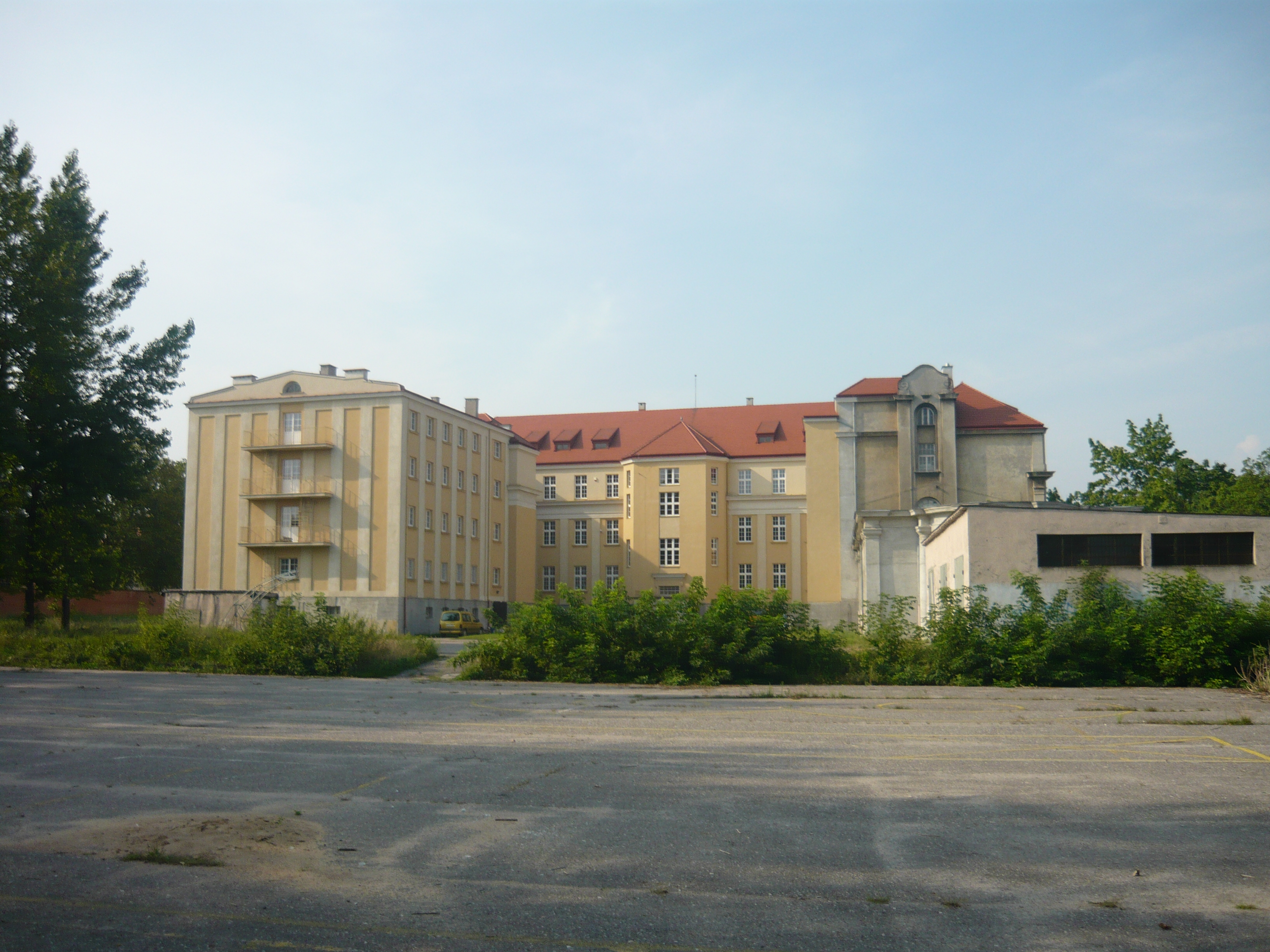
Widok od tyłu. Z lewej strony widoczny internat

## Remont budynku i dziedzińca
Budynek przekazany przez miasto w 2001 roku znacząco różnił się stanem od tego, który obecnie jest. Generalnego remontu wymagał cały obiekt. Wykonano remont głównego holu, wszystkich korytarzy, sal lekcyjnych, wszystkich pomieszczeń i szatni. Wymienione zostały wszystkie drzwi, okna. Uczniom stworzono na poziomie -1 szatnie z szafkami, sale lekcyjne, świetlicę oraz stołówkę. Podłogi w budynku zostały częściowo wymienione, a większości zaniedbany parkiet został wycyklinowany. Szkoła została wyposażona w najnowocześniejszy sprzęt dydaktyczny (tablice interaktywne w każdej sali).
Od 21 maja 2012 roku do 21 maja 2013 starą salę gimnastyczną zmodernizowano, a na jej dachu powstała druga sala gimnastyczna o lekkiej konstrukcji. Wyremontowana została także nieużywana wcześniej klatka schodowa, prowadząca do nowej sali oraz wszystkie pomieszczenia zaplecza sportowego; powstały tam także łazienki. Inicjatorem inwestycji był biskup włocławski Wiesław Mering. Przypomina o tym pamiątkowa tablica wmurowana od strony dziedzińca. Remont i budowę częściowo sfinansowało Ministerstwo Sportu i Turystyki.
W roku 2015 wykonano parking od strony internatu, gdzie przeniesiono dotychczasowe miejsca parkingowe usytuowane na dziedzińcu. W wakacje 2015 ogłoszono dwa przetargi: na remont cokołu elewacji wraz ze schodami zewnętrznymi oraz na obniżenie poziomu dziedzińca do stanu sprzed lat 40./50. Na dziedzińcu została wyłożona kostka brukowa barwy pomarańczowej, współgrająca z kolorem tynków elewacji.
W roku 2016 ogłoszono kolejny przetarg na przygotowanie boiska sportowego wraz z zapleczem, pokrytego nawierzchnią poliuretanową, położonego na dawnym parkingu szkoły. Budynek dawnych garaży zostanie zamieniony w szatnie, toalety, magazynki sprzętu sportowego i pomieszczenia dla trenerów, a na piętrze, które zostanie dobudowane, powstanie sala ćwiczeń. Ponadto zostaną zamocowane maszty oświetleniowe dla boiska i powstanie wiata ze stojakami do parkowania rowerów. Na dziedziniec powrócą również trawniki.

## Profile liceum
Uczniowie Liceum im. ks. Jana Długosza kształcą się na następujących profilach.
| Klasa | Profil                    | Zajęcia rozszerzone (obowiązkowe, od I klasy) | Języki obce do wyboru (poziom) | Język obcy obowiązkowy                |
| ----- | ------------------------- | --------------------------------------------- | --- | ------------------------------------- |
| A     | politechniczno–geodezyjny | matematyka                                    | angielski (podstawowy lub rozszerzony), niemiecki (podstawowy lub rozszerzony), francuski (podstawowy lub rozszerzony), hiszpański (podstawowy), rosyjski (podstawowy) | łacina (obowiązkowy tylko w klasie I) |
| B     | społeczno-prawny          | język polski                                  | angielski (podstawowy lub rozszerzony), niemiecki (podstawowy lub rozszerzony), francuski (podstawowy lub rozszerzony), hiszpański (podstawowy), rosyjski (podstawowy) | łacina (obowiązkowy tylko w klasie I) |
| C     | medyczno–ekologiczny      | biologia                                      | angielski (podstawowy lub rozszerzony), niemiecki (podstawowy lub rozszerzony), francuski (podstawowy lub rozszerzony), hiszpański (podstawowy), rosyjski (podstawowy) | łacina (obowiązkowy tylko w klasie I) |

Uczniowie mają możliwość wyboru dowolnych rozszerzeń, jednakże muszą oni spełnić wymagania Ministerstwa w tym zakresie.